# Erika Molnár
Pour les articles homonymes, voir Molnár.
Erika Molnár, née le 15 juillet 1976 à Budapest est une triathlète professionnelle hongroise, double championne de Hongrie (1997, 1998).

## Palmarès
Le tableau présente les résultats les plus significatifs (podium) obtenus sur le circuit national et international de triathlon et de duathlon depuis 1997,.
| Année | Compétition                                     | Pays      | Position           | Temps           |
| ----- | ----------------------------------------------- | --------- | ------------------ | --------------- |
| 2004  | Coupe panaméricaine - l'étape de Valle de Bravo | Mexique   | Médaille de bronze | 2 h 6 min 4 s   |
| 2002  | Lotto Superprestige Duathlon                    | Belgique  | Médaille d'or      | 2 h 12 min 37 s |
| 2002  | Championnat de Hongrie de duathlon sprint       | Hongrie   | Médaille d'or      | 1 h 5 min 19 s  |
| 1999  | Coupe du monde - l'étape de Sydney              | Australie | Médaille de bronze | 2 h 4 min 21 s  |
| 1998  | Championnat de Hongrie                          | Hongrie   | Médaille d'or      | Timing          |
| 1997  | Coupe du monde Classement général               |           | Médaille d'argent  |                 |
| 1997  | Coupe du monde - l'étape de Cancún              | Mexique   | Médaille d'or      | 2 h 0 min 36 s  |
| 1997  | Coupe du monde - l'étape de Tiszaújváros        | Hongrie   | Médaille d'argent  | 2 h 0 min 40 s  |
| 1997  | Coupe du monde - l'étape de Stockholm           | Suède     | Médaille d'or      | 2 h 1 min 56 s  |
| 1997  | Coupe du monde - l'étape de Monte-Carlo         | Monaco    | Médaille de bronze | 2 h 10 min 33 s |
| 1997  | Championnat de Hongrie                          | Hongrie   | Médaille d'or      | Timing          |